# Булыгино (Московская область)
Булыгино — деревня в Рузском районе Московской области, входит в состав сельского поселения Ивановское. Население — 16 человек на 2006 год, в деревне улица — Пельхово. До 2006 года Булыгино входило в состав Ивановского сельского округа.
Деревня расположена на западе района, примерно в 12 километрах к северо-западу от Рузы, на правом берегу реки Оселье, высота центра над уровнем моря 206 м. Ближайшие населённые пункты в 1,2 км — деревни Журавлёво на юго-восток и Иваново — на юг.